# Harrison and Sons
Компания «Harrison and Sons» («Харрисон и Сыновья») — одна из крупнейших в мире гравировальных компаний и типографий, специализировавшаяся в области печати почтовых марок и банкнот.

## История
Компания была основана в 1750 году Томасом Харрисоном на Уорик-лейн в Лондоне; в 1839 году Томас Ричард Харрисон вошёл в долю с Джоном Уильямом Паркером, создав компанию «Harrison and Co.». Она носила похожие названия и оставалась в собственности семьи Харрисон до 1979 года, когда была продана компании «Лонро» (Lonrho).
В 1866 году компания «Harrison and Sons» напечатала свою первую марку — налоговую марку для Монтсеррата номиналом 1 пенни. Похоже, это единственная марка, напечатанная компанией в XIX веке.
Свой первый контракт c Почтовым ведомством компания заключила в 1881 году. В 1910 году в Хейсе открылась новая фабрика. Компания выиграла контракт на печать одноцветных почтовых марок Великобритании с изображением Эдуарда VII в 1911 году после того, как Почтовое ведомство решило не продлевать контракт с типографией De La Rue. Первоначально, используя печатные машины, изготовленные компанией «Timsons» из Кеттеринга, она продолжила выпуск большинства почтовых марок Великобритании в течение 60 лет с 1930-х годов по 1990-е годы, включая первую британскую почтовую марку, напечатанную способом фотогравюры в 1934 году, и первые памятные напечатанные способом фотогравюры почтовые марки 1935 года к 25-летию правления короля Георга V. Первый рождественский выпуск Великобритании, напечатанный в 1966 году на специально разработанной печатной машине Jumelle, также был напечатан компанией «Harrison and Sons». Свой последний памятный выпуск Великобритании, получивший название «Королевские звери» (Queen’s Beasts), она напечатала в 1998 году. На самом деле марки были напечатаны за год до их выпуска в обращение. В 1920-х годах компания «Harrison & Son» печатала банкноты для Commonwealth Bank of Australia в Австралии. В 1933 году фабрика переехала в Хай-Уиком.
Компания (аббревиатура H&S) также печатала почтовые марки, банкноты, паспорта и подарочные сертификаты для более чем 100 других стран с 1881 года. Некоторые из самых известных печатавшихся компанией изданий — The London Gazette и Burke’s Peerage.
В 1979 году компания была куплена компанией «Lonrho». В феврале 1997 года она была продана компании De La Rue, а фабрика в Хай-Уикоме была модернизирована. Фабрика закрылась в 2003 году.

## Названия компании
- Harrison and Co (1839—1849)[1]
- Harrison and Son (1849—1854)[1]
- Harrison and Sons (1854—1920)[1]
- Harrison & Sons Limited (1920—1997)[1][6]